# 雪崩ビーコン

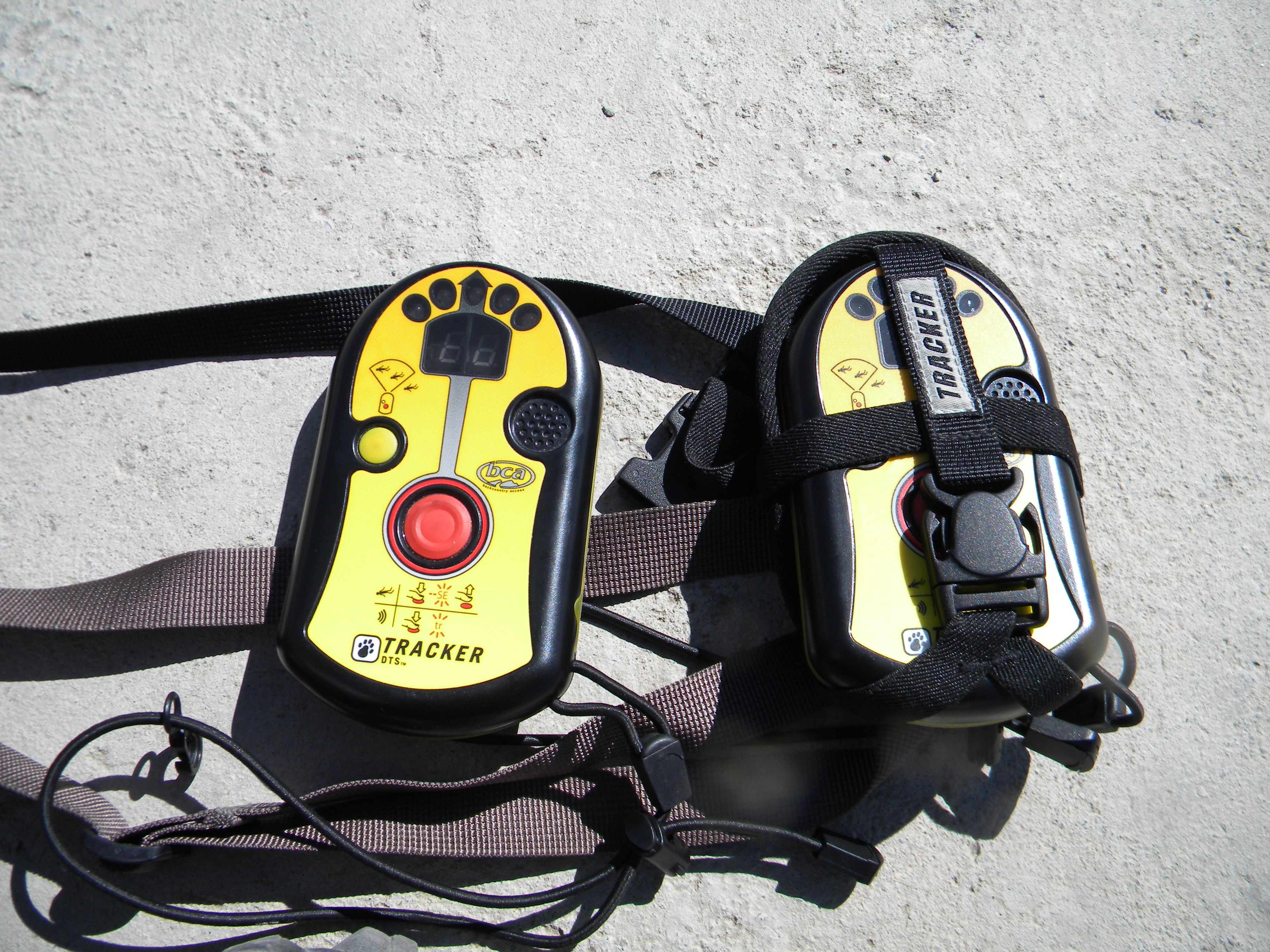
雪上に置かれた雪崩ビーコン

雪崩ビーコン（なだれビーコン）は、雪崩により雪中に埋没した人の捜索救助のために作られたトランシーバの一種。中波（MF）に分類される457kHzの微弱電波を利用することが世界的に規格化されている。探知範囲は数十メートルほど。登山者やスキーヤーは雪山に入る際に雪崩ビーコンを身につけておき、雪崩発生の危険が存在する場所での行動中は雪崩ビーコンが常時ビーコン信号を発することができるように雪崩ビーコンを作動させておく。万が一雪崩に巻き込まれて埋没してしまった場合、ビーコン信号により、早期に仲間に見つけてもらえる可能性が高まる。雪崩ビーコンは雪崩遭難の可能性を低減させるものではなく、埋没した遭難者を救助者が発見するまでの時間を短縮するための機器である（→使用方法）。初期の雪崩ビーコンは、利用していた周波数が製品や企業によって異なる場合があった（→歴史）。標準規格が定まってからは高機能化が進んでいるが、かえって倫理的な問題が生じる可能性も指摘されている（→高機能化）。また、近年ではスマートフォンのWi-FiやBluetooth の通信機能を利用した救難用のアプリやガジェットも開発されている。

## 物品の説明

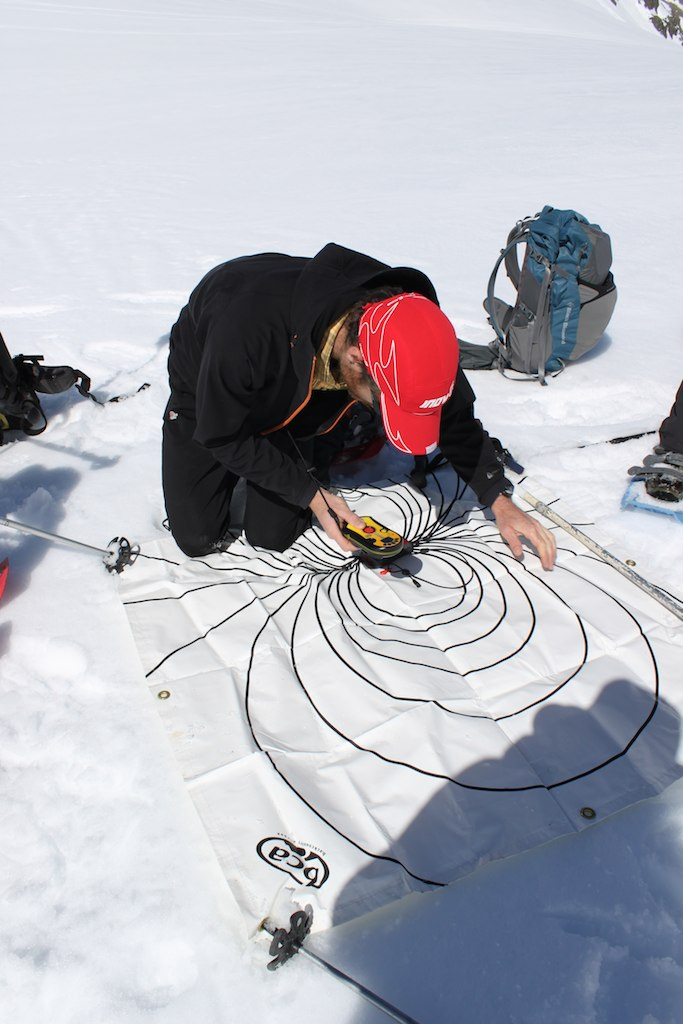
雪崩ビーコンの埋没位置捜索の訓練

名称に関して本項の機器は、フランス語圏では "appareil de recherche de victimes d'avalanche" （雪崩遭難者捜索装置）の頭文字を取って"ARVA"（アルヴァ）、あるいは "détecteur de victimes d'avalanches" （雪崩遭難者捜索機）の頭文字を取って"DVA"（デヴェア）と呼ばれる（ARVAがARVA社の商標であるため一般名詞としてDVAを使う場合がある。）。ドイツ語圏では "Lawinenverschüttetensuchgerät"（雪崩遭難者救助装置）、あるいはその頭文字を取って "LVS-Gerät" と呼ばれる。英語圏では "avalanche transceiver", "avalanche beacon"などと呼ばれる。日本語では単にビーコンと呼ばれることが多いが、「ビーコン」という言葉が通常想起させる信号発信の機能のみならず、信号受信の機能も備えることが、規格上、求められる。
雪崩ビーコンは、中波（MF）に分類される457kHzの微弱電波を利用するものとして、欧州電気通信標準化機構（ETSi）、米国国家規格協会（ANSI）、ASTMインターナショナルなどで世界的に規格化されている。欧州電気通信標準化機構が1996年～1999年に発行した国際規格（the European standard EN 300 718 for avalanche beacons）によると、次の条件を満たす製品が「雪崩ビーコン」の定義に当てはまる物品となる。
- 周波数457 kHz、誤差±100 Hz
- 摂氏10度で200時間の連続出力(防護服内にあるものと仮定)
- 摂氏-10度で1時間の受信(手に持っているものと仮定)
- 摂氏-20度から45度の範囲内で利用可能。
- キャリア変調方式 (パルス周期) 1000±300 ms

ビーコン信号の周波数として許容されるのは457kHzの単一周波数とされ、2001年にはその許容誤差が±80 Hzとなった。
雪崩ビーコンは、457kHzの周波数の電波を使用した携帯型の雪崩埋没者を捜索するための無線装置である。送信モード（通常使用時）と受信モード（捜索時使用）の２モードを少なくとも備える。バッテリにより駆動する。できるだけ長く送信が続けられるように、電波をパルス状に発信することで省電力化が図られている。規格上は、0.9±0.4秒おきに0.07秒以上の間欠発信である。長中波帯、より詳しくは、中波（MF）に分類される457kHzの周波数は、雪中での電波透過特性が良好であることなどから採用されている。周波数が高いが波長の短い電波は、雪中を透過する際に減衰しやすいためである。アンテナはコイルを複数回巻いたバーアンテナを使用する。そのため、電界強度の断面は８の字状となる。雪崩埋没者捜索時は電波強度の強いほうに向かって捜索するのが一般的である。したがって、雪崩ビーコンの基本機能の向上に係る技術分野に関しては、電波強度や減衰に関する研究や開発が行われている。雪崩ビーコンが送出する電波の減衰量は、雪の含水率、密度、温度に依存する。その他に大地反射の影響により減衰する。岩などの障害物によっても減衰する。
雪崩ビーコンは無線機であるため各国の電波関連法規による規制と無縁ではなく、アメリカやオーストラリアではアマチュア無線に割り当てられた周波数帯に属し、中国やインドでは航空機ナビゲーションに割り当てられた周波数帯に属するため、それぞれの規制に従う必要がある。日本においては電波法第4条第1項1号（微弱無線局）に該当し、雪崩ビーコンの使用に際して免許取得の必要はない。

## 使用方法

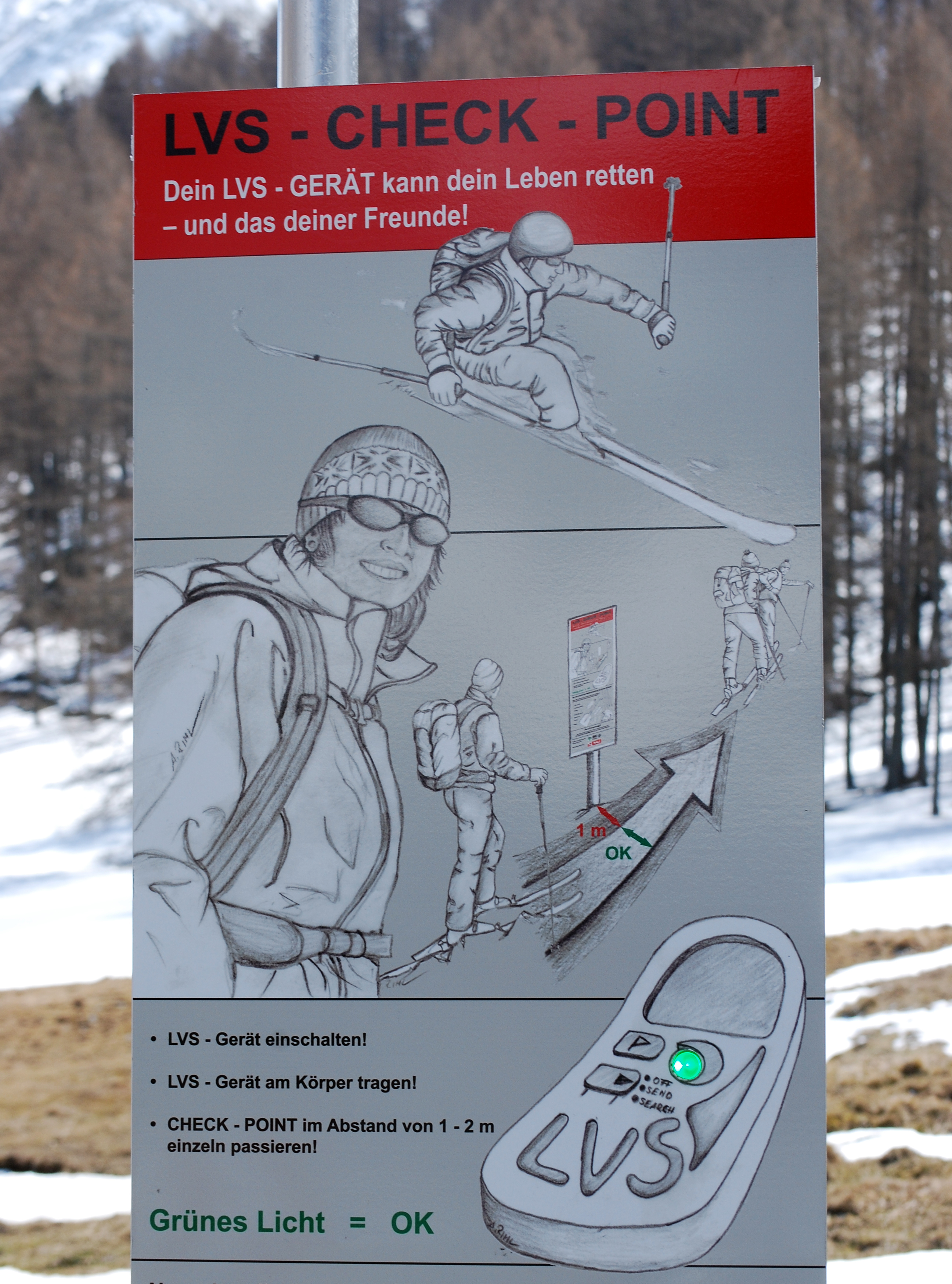
LVS（雪崩ビーコン）の作動を促す看板

雪崩ビーコンは雪山に入るグループの人員一人ひとりが携行する。雪崩の危険がある場所で行動する際には、万が一、雪崩に巻き込まれて埋没してしまった場合、救助者が位置を特定しやすいように、各人が装置を作動させて微弱なビーコン信号を送出させ続ける。雪崩発生時、雪崩に巻き込まれなかった者や自力で雪から脱出した者は全員、自装置を受信モードに切り替え、埋没者の装置のビーコン信号を受信できるようにする。救助者は受信した信号に基づいて、無線方向探索の要領で埋没者の位置を見つけ出す。
457kHzの信号は中波（MF）であるが、上述のような用途に用いられる通常範囲内ならば十分に高い指向性を持つ。中波の指向性を利用して埋没したビーコンを探すための様々なテクニックが開発された。ビーコンによる捜索能力はスキーヤー、登山家、ガイド、パトロール、捜索隊、プロやボランティアのレスキュー隊に必須の技術となっている。アマチュアもプロのように、通常の雪崩技術演習として訓練や練習を行う。
2人以上の遭難者がいると考えられる場合には、以下に列挙するような種々の手法が組み合わせて用いられる
- グリッド捜索法
- インダクション捜索法
- 3円法

雪崩発生直後に即死を免れて雪中に埋没した遭難者の主な死亡リスクは、窒息、低体温、外傷である。埋没者は埋没後15分を過ぎると急激に生還率が下がる。しかし、雪崩ビーコンを使用した場合、アナログ方式（後述）であっても埋没者捜索訓練を積んでいれば位置特定までにかかる時間を最短で5分程度にまで短縮することができる。残りの10分以内の救出が間に合えば生還率が高まる。ビーコンは他装置の埋没位置を大まかに示すに過ぎないため、雪崩ゾンデを用いて埋没者の体の確実な位置特定を行う。ゾンデはドイツ語で探査針を意味する。また、雪崩シャベルを用いて効率的な雪掘りを行う。雪崩シャベルは単なるシャベルであるが携行することを念頭に設計されていて軽く、折りたたみ式あるいは組み立て式であることが多い。雪崩ビーコンは雪崩遭難の可能性を低減させるものではない。埋没した遭難者を救助者が発見するまでの時間を短縮するための機器である。雪崩ビーコンによれば、遭難者の生還率を僅かに上昇させることができる。

## 歴史
文献記録で確認可能な範囲内では、ベヘラー（F. Bächler）という名のスイスのエンジニアが1940年に考案したデバイスのアイデアが最も古い雪崩ビーコンと考えられる。ベヘラーのアイデアは、発信機の周波数を150kHzに合わせ、10メートル離れた受信機を探すというものであり、発想の基礎には「海賊放送局」を探知するための技術があった。ベヘラーはこれを冬山の危険にさらされる軍人たちのために開発したが、実用化されずに終わった。彼のアイデアは1964年にスイスの研究者、ヴァリアンとフェルスターが磁力を用いて実施した。彼らのシステムは靴の表面に磁力を発生させるシステムを固定し、磁気を検知することで同システムの場所を特定するものであったが、測定可能な距離が2.0から2.5メートルを越えることはなかった。
同じころイギリスでも、Skilok と名づけられた同様の装置が開発された。これは9kHzの電波を発信し、射程を7メートルまで伸ばしたが、電池の持ちが悪かった。1968年にはアメリカ、ニューヨーク州バッファローにあるコーネル航空研究所の研究員ジョン・ロートンが新しい雪崩ビーコンを開発した。ロートンは送信機と受信機をはじめて一体化させ、電池を充電式とした。また、2.275kHzで動作し、ラジオ信号に変換して人の耳で聞けた。最も大きな音を追い、グリッド捜索の手法で利用者は埋められたビーコンの場所を特定できた。ロートンはロートニクスという会社を立ち上げ、1969年4月2日から、北欧神話の女神スカジに由来する Skadi ブランドで、開発したビーコンを販売した。Skadi は1970年の冬シーズンからコロラド州アスペン・スキーリゾートのパトロール隊詰所に採用され、普及が始まった。
ロートニクスの競合他社も一体型ビーコンの開発を進め、1970年代前半にはスイスのAutophon、イギリスのSkilok、オーストリアのPieps、アメリカのSkadiやRamer、ユーゴスラビアのLawinenspecht などが発売されていた。スイス連邦立の研究所群のひとつ、ダボスにある「雪と雪崩研究所」は1964年から種々のビーコンの性能比較や、ビーコンの有用性についての研究を行ってきたが、Skadi は発売以来490人の人命を救ってきたと1974年に発表した。Summit Magazine 誌1974年4月号（p.12）によると、既存の雪崩対策としては、25メートルほどの細いロープでパーティの人員同士の体を繋ぎ、被害遭遇時にロープを手繰って埋もれている仲間を見つけるというのが一般的であったが、発信機と受信機一体型ビーコンの登場で、「従来30％だった生還率が70％にまで向上した」という。同誌は「ほんの数年で雪崩ビーコンは、船乗りにとってのライフジャケット、バイク乗りにとってのヘルメットのような必須装備になるだろう」と伝えている。
1970年代までの雪崩ビーコンは、Skadi、Ramer、Piepsが2.275kHzの超長波、その他の製品はもっと高周波の周波数を用いており、各社に互換性がなかった。ドイツ系企業の製品 Lawinenspecht は108kHzを使用していた。1973年に Pieps 1 により市場に参入した後発の Pieps は Skadi と互換性のある2.275kHzを採用した。他方で、スイスの電気通信企業 Autophon AG は、1968年からスイス軍の委託を受けてビーコンの開発を始め、2年後に製品化した。同社のビーコンは競合製品よりも高い周波数、457kHzを採用することで指向性を高めた。同社は1987年に解散するが、ブランドと技術はマムート・スポーツ・グループが引き継ぎ、1993年までに10万個を販売した。457kHzは指向性の高さゆえに技術的に優れていたが、アメリカ海軍が軍事目的でその周波数をリザーブしており、そのことが北米市場での普及における障害となっていた。OstrovoxやArva、Piepsなどのヨーロッパ国籍の企業はアメリカ国籍企業の製品との互換を図るために2.275kHzと475kHz、2つの周波数に対応した製品を出した。
1984年にフランス系のCISA (Commission internationale du secours alpin) とドイツ系の DIN (Deutsches Institut für Normung) が協力した結果、ヨーロッパ規格が457kHzに統一されることになった。さらに、ヨーロッパ国籍企業にとっては幸いなことに、米海軍が占用する周波数を長波に移した。1986年に国際山岳救助連盟（IKAR）が457kHzの周波数を国際標準として勧告する方針を決めた。アメリカ国籍企業はヨーロッパ規格への対応に抵抗を感じながらも少しずつ2.275kHzと457kHzの両方に対応した製品に切り替えていった。1996年には欧州電気通信標準化機構（ETSi）やASTMインターナショナルも457kHzを雪崩ビーコンの国際標準周波数として採用した（ただし、ASTMは2007年に必要性が薄いとして撤回した。別の国際規格への置き換えもされてもいない。）。
457kHzが国際基準になり、基本性能よりも利便性に技術開発の焦点が移った。1990年代にはビーコン信号をマイコンで分析して方向を自動的に割り出すデジタル式が登場した。1997年にバックカントリーアクセス社がウインター・アウトドア・リテイラー・ショーで最初のデジタル式ビーコンをトラッカーのブランド名で発表した。トラッカーDTSは間もなく北米で最も広く使われるようになり、バックカントリー社の熱狂的なファンたちにより使われ続けている。2017年現在はバックカントリー社以外にもオルトボックス、アルバ、ピープス、マムートなどがデジタル式ビーコンを販売している。ビーコンの技術は日々進歩を続けているが、現在でもなお使い方をよく練習することが速やかに救出して死亡率を下げるためには重要である。

## 高機能化

### ユーザインタフェースの豊富化
雪崩ビーコンにはデジタル式とアナログ式の2種類がある。いずれも前述した国際規格に準拠しており、埋められている場所を示す方法だけが異なる。非常に使いやすくて生存率も高いことから2017年現在売られているビーコンのほとんどがデジタル式である。
アナログ式オリジナルの雪崩ビーコンは利用者に音で信号を伝えるアナログ式だった。発信しているビーコンに近づくと音が大きくなった。ビーコンはまたLEDで視覚化したり、イヤホンで音を聞き取りやすくなるよう強化された。
デジタル式デジタル式は信号の強さと、ダイポールアンテナから放射される電磁波の流れのパターンとに基づいて、埋められたビーコンの距離と方向を計算する。パターン測定のためには最低2つのアンテナが必要である。2017年現在の製品は3軸アンテナ方式が主流である。また、埋没者がいる方向を矢印で示したり、音の速さや高さで距離を示したりといった高機能化が行われている。ローエンドやミドルクラスの製品は画面に5～8方向しか示すことができず、反対側に遭難者がいる場合はUターンするよう示される。Mammut® Pulse BarryvoxやArva® Linkなどのハイエンドのビーコンはデジタルコンパスに自由な角度で動く矢印を表示でき、パルスとパルスの間でも方向を維持する(この機能はデジタルコンパスや高度な加速器がなければ実現できない)。さらに大半のハイエンド機では被害者を360度示せ、利用者が逆を向いていても後ろ側を示せる。また多くのデジタル式ビーコンでは上級者向けや捜索範囲を広げるためのアナログモードも備えている。

### 送受信する情報の豊富化
一部のデジタル式ハイエンドビーコンにはW-Linkと呼ばれる「補助的」な電波を備えている。この電波はW-Linkに対応した他のビーコンに追加の情報を伝えられる。W-Linkの周波数は地域により様々である。リージョンAは869.8 MHz、リージョンBは916-926 MHzとなっている。リージョンAはヨーロッパ大陸の大半やスウェーデン、ノルウェー、グリーンランド、アイスランドとその周辺諸国で利用されている。リージョンBはカナダや米国で使われている。ロシア、中国、インド、オーストラリア、ニュージーランド、日本など、アジアや東ヨーロッパなどではW-Linkの周波数は許可されていない。ユーザは公認の販売店でリージョンを切り替えなければ、これらの国々を訪問した際に手持ちのビーコンでW-Linkを使えないかもしれない。W-Linkには以下のような各メーカー共通の機能がある。
- 埋没者が複数である場合にビーコン1台1台を区別する機能。
- 埋没者の人数をより正確に見積もることができる。
- 埋没者にマークを付けたり外したりすることをより的確にできる(すでに発見した埋没者のビーコンを捜索対象から外す等)。
- 最も近い埋没者が最も助けやすいとは限らないため、検索する埋没者を選ぶ機能。
- 埋没者の生命反応や個人情報を送受信する機能[26]。

W-Linkによりビーコンは複数台の信号を区別でき、上記の機能を実現するのに役立っている。Mammut® Pulse Barryvoxのような一部のビーコンは心臓が生み出す筋肉の動きなどを検知できる。これらのビーコンはW-Linkを使って情報を送信し、W-Linkに対応したビーコンを持つ他のユーザは埋没した遭難者がまだ生きているかどうかを判断して、救出の優先順位を決めるトリアージを行うことができる。W-Linkに対応したビーコンを持つチームのメンバーが雪崩に巻き込まれた場合、残った人たちが生きている人の救出を優先し、メンバーの救出に集中できるようにすることがこの機能の目的である。
生体反応検知機能のないビーコン(W-Link機能のないローエンドのビーコン、またはW-Linkを搭載しているが生体反応検知機能がないビーコン)を持つメンバーがいる場合、W-Linkを搭載したビーコンを持つ救助者には2つのインディケーターが表示される。1つは埋没者のビーコンがW-Linkのデータを送信していることを示し、もう1つは埋没者が動いていることを示す。ビーコンが生体反応情報を送信しないため、生存反応があるという表示がないことにより、埋没者が死亡していると誤解してしまうリスクをこれにより緩和できる。

## 高機能化に伴う倫理上の問題
W-Linkには埋没者の個人情報を表示する機能があるが、W-Link対応ビーコンには個人情報を表示しないという暗黙のルールがある。生存の可能性が高い埋没者が近くにいるにもかかわらず、他の人を恣意的に優先して救出してしまう問題をこれにより排除できる。埋まっている人が誰であるのかということを特定せず、誰を救出するべきかという決定を救出者任せにしないことにより、救出者が恣意的な選択をしたとして批判を浴びることを防げる。W-Linkの生体反応送信機能は、たとえ個人情報を提供しなかったとしても、W-Link機能があるビーコンを持つ埋没者と持たない埋没者との間に差別が生じるため公平な救出活動を難しくするという点で特に批判がある。高級機または最新機種を持つ埋没者の救出活動が優先され、公平に救出されるチャンスを失うことにつながると批判されている。このためビーコンメーカーのArva Equipmentは同社のLinkシリーズでは生体反応情報を受け取っても表示させないという選択をした。Beacon Review は次のような例を提示して、W-Linkについての議論を喚起した。
4人のグループが雪崩の危険がある奥地へのツアーへ行く。ある夫婦はいずれもW-Linkの生体反応検知機能を持つビーコンを所持していた。彼らは前日に別の2人と出会い合流した。この2人のうちの1人は基本的な機能を持つデジタルビーコンを持ち、もう1人はW-Linkに対応しているものの生体反応データ送信機能を持たないビーコンを持っていた。ツアーの最中に3人が雪崩に閉じ込められ、夫婦の内の夫が取り残され、救出することになった。かれはすぐにビーコンを使って3人の被害者の場所を特定した。ディスプレイには正面の10～12メートル先に2つのビーコンが表示され、1つはW-Linkの反応があり、もう1つは普通のシグナルのみだった。また33メートル後ろにはW-Linkで生体反応が送られており、生きていることが示されていた。
この状況において、各ビーコンは名前を表示していないが、3人の被害者を区別可能である。彼の妻は33メートル後方におり、残りの2人は近くにいて、お互いの場所も離れていない。夫は他人の2人を危険に晒して妻を救うか、妻を見殺しにして他人の1～2人を救うかという選択に迫られる。もしこうした追加の情報がなければ救出者はまず近くの2人を救出するだろう。もし夫がこの選択をして妻が死亡した場合でも、妻を見殺しにしたという後悔に一生悩まされることがないかもしれない。

## パッシヴ・リフレクタとの比較
雪崩ビーコンと同じく雪崩遭難者の捜索を目的として、電波を利用する技術としては、RECCOの商品名で販売されているようなパッシヴ・リフレクタのシステムがある。このシステムにおいては、スキーヤーの衣服やヘルメットなどにトランスポンダが取り付けられる。トランスポンダは電磁照射に晒された際に1.8GHZ程度の周波数で発信するように設計されている。ディテクタはトランスポンダから帰ってきた電磁波に基づいて埋没者の位置を特定する。本項の主題とするビーコンと比較すると、リフレクタに電源が必要なく、手動で作動状態にする必要がない代わりに、リフレクタのみでは救助側に回ることができない。
また、生存者の呼吸や拍動による微小変移をマイクロ波ドップラー・レーダーにより検出する電磁波人命探査装置が開発されている。

## スマートフォンを活用した捜索アプリ
近年ではスマートフォンのWi-FiやBluetooth の通信機能を利用した救難用のアプリやガジェットも開発されている。これらはISM周波数を使うため、積雪内での周波数の減衰が専用の雪崩ビーコンと比較すると大きく、性能は劣るものの、費用対効果に優れており、実用上は一定の効果があるとされる。また、近年開発されている落し物の探索装置も類似の機能を備える。いずれも専用の機材ではないので過信は禁物。

### iSis
予め登録したグループに遭難を知らせるメッセージを送信する。GPS、Wi-Fi (1000mまで)とBluetooth(45mまで)を組み合わせて捜索する。

### Snøg
Snøg (アンドロイド端末用)はWi-Fi信号を送信する無料の救難用のモバイルアプリで、SnøgはWi-Fiの送信機がWi-Fiネットワークへの接続を試みるのと類似の機能を利用する。信号の強度が捜索者のスマートフォンの画面に表示され、正確な距離ではないものの、おおよその距離と方向の目安になる。

### SnoWhere
SnoWhereはiPhone用のアプリでBluetoothでGPSから取得した位置を送信する。GPSで取得した位置情報をBluetoothで送信することには著しい問題がある。積雪下でのGPS信号はスマートフォンに内蔵されている受信用アンテナでは感度が不十分なため受信が困難で、精度がそれぞれiPhones 4と4Sでは、±5mでiPhones 3Gと3GSでは±10mまで上下するとされる。